# The Album (альбом Blackpink)
The Album — дебютный корейский студийный альбом южнокорейской гёрл-группы BLACKPINK, изданный 2 октября 2020 года. Выпущен 2 октября 2020 года лейблами YG Entertainment и Interscope. Альбом был открыт для предзаказов 28 августа. Он стал в сумме вторым полноформатным диском группы с учётом альбома на японском языке Blackpink in Your Area, вышедшего в 2018 году, и вторым двуязычным после мини-альбома Kill This Love, который вышел в 2019 году. Для альбома Blackpink записали 8 новых песен и работали с множеством продюсеров, включая Тедди Парка, Томми Брауна, R. Tee, Mr. Franks и 24. Окончательный список композиций составил 8 песен, в том числе коллаборации «Ice Cream» с Селеной Гомес и «Bet You Wanna» с Карди Би.
Участницы Blackpink певицы Ким Джису и Ким Дженни также принимали участие в написании текстов для «Lovesick Girls». Написанный и записанный во время изоляции из-за пандемии COVID-19, этот альбом, как заявила группа, «показывает более зрелую часть нас через пение не только о любви, но и о различных эмоциях, которые испытывают девушки в процессе взросления». В музыкальном плане альбом The Album характеризуется поп- и EDM-темами взросления и любви.

## Коммерческий успех
4 сентября 2020 года лейбл YG объявил, что предварительный заказ на The Album превысил 800 тыс. всего за 6 дней после начала периода предварительного заказа. По данным компании, количество предварительных заказов в Южной Корее превысило 530 000 копий, а совокупные предварительные заказы из США и Европы составили около 270 000 единиц. Ко 2 октября тираж The Album превысил один миллион предзаказов, что сделало его первым альбомом корейской женской группы, который превысил эту отметку. Из миллиона 670 000 предварительных заказов поступили из Кореи, а 340 000 — из США и Европы. Вдобавок виниловый тираж 18 888 копий был распродан в считанные дни.
В первую неделю релиза как предсказывалось, The Album должен был быть продан тиражом от 110 000 до 125 000 единиц альбомного эквивалента. The Album дебютировал на 2-м месте в американском хит-параде Billboard 200 в дату от 11 октября 2020 года с 110 000 единиц, включая 81 000 продаж альбомов, 26 000 продаж в эквиваленте потоков (в результате 40,3 млн потоков по запросу) и 2 000 продаж в эквиваленте треков. Альбом также стал самым популярным корейским женским альбомом и самым популярным альбомом женской группы со времен альбома Welcome to the Dollhouse от Danity Kane в 2008 году. The Album и его синглы были отмечены лучшими показателями в чартах по сравнению с Kill This Love и его заглавного трека. На той же неделе Blackpink также заняла первое место в чарте Billboard Artist 100, став первой женской группой, сделавшей это.

### Европа
Альбом дебютировал на 2-м месте в чарте альбомов Великобритании, став самым популярным альбомом корейской женской группы или артистки. Он также стал самым продаваемый кассетным альбом недели, разошедшийся тиражом в 5700 копий на кассетах. В Ирландии The Album занял шестое место в Irish Albums Chart, собрав самый большой тираж за всю первую неделю в их карьере. Blackpink стала первой корейской артисткой, попавшей в десятку лучших. Альбом вошел в десятку лучших во многих других европейских странах, включая Бельгию, Финляндию, Германию, Литву, Норвегию, Шотландию, Словакию и Швецию, и в двадцатку лучших в Чехии, Франции, Италии и Нидерландах.

### Океания
The Album также был успешным в странах Океании. В Австралии он дебютировал под номером два в альбомном чарте ARIA; он стал первым альбом Blackpink, попавшим в десятку лучших в этой стране. Более того, «How You Like That», «Ice Cream», «Bet You Wanna» и «Lovesick Girls» вошли в топ-50 ARIA Singles Chart.. В Новой Зеландии альбом дебютировал под номером один в чарте альбомов Новой Зеландии, став первой корейской женской группой, сделавшей это. «Lovesick Girls», «Bet You Wanna» и «Pretty Savage» попали в топ-10 чарта синглов New Zealand Hot, а «Crazy Over You» занял тринадцатое место.

## Отзывы критиков
| Совокупная оценка    | Совокупная оценка |
| Источник             | Оценка            |
| -------------------- | ----------------- |
| Album of the Year    | 68/100            |
| AnyDecentMusic?      | 6.4/10            |
| Metacritic           | 71/100            |
| Оценки критиков      |                   |
| Источник             | Оценка            |
| AllMusic             | [ 20 ]            |
| Associated Press     | Positive          |
| Consequence of Sound | B-                |
| The Daily Telegraph  | [ 23 ]            |
| The Guardian         | [ 24 ]            |
| Insider              | 8.1/10            |
| Rolling Stone        | [ 1 ]             |
| Sputnikmusic         | [ 26 ]            |
| The Times            | [ 27 ]            |

Альбом получил преимущественно положительные отзывы музыкальной критики и интернет-изданий. На интернет-агрегаторе Metacritic альбом имеет 71 балл из 100. Среди отзывов: AllMusic, The Guardian, The Daily Telegraph, Rolling Stone, Insider, Consequence of Sound, Los Angeles Times, Sputnikmusic.

### Итоговые списки
| Публикация | Список                         | Ранг | Ссылка |
| ---------- | ------------------------------ | ---- | ------ |
| Billboard  | Top 50 Best Albums of 2020     | 11   | [ 29 ] |
| Billboard  | The 25 Best Pop Albums of 2020 | N/A  | [ 30 ] |
| Glamour    | The 30 Best Albums of 2020     | N/A  | [ 31 ] |
| Genius     | 50 Best Albums of 2020         | 14   | [ 32 ] |
| Idolator   | The 70 Best Pop Albums Of 2020 | 23   | [ 33 ] |
| PopCrush   | 25 Best Albums of 2020         | N/A  | [ 34 ] |
| Uproxx     | The Best Albums of 2020        | 41   | [ 35 ] |

## Трек-лист
По данным Tidal и сайта группы. Записано в студии The Black Label.
| №                   | Название                              | Автор(ы)                                                                                        | Аранжировка                  | Длительность |
| ------------------- | ------------------------------------- | ----------------------------------------------------------------------------------------------- | ---------------------------- | ------------ |
| 1.                  | «How You Like That»                   | Teddy Danny Chung                                                                               | R. Tee 24                    | 3:01         |
| 2.                  | «Ice Cream» (с Селеной Гомес)         | Bekuh Boom Victoria Monét Teddy                                                                 | Brown Franks Teddy           | 2:56         |
| 3.                  | «Pretty Savage»                       | Teddy Løren Vince Chung                                                                         | Teddy 24 R. Tee              | 3:19         |
| 4.                  | «Bet You Wanna» (при участии Cardi B) | Brown Steven Franks Ryan Tedder Melanie Fontana Belcalis Almanzar Torae Carr Jonathan Descartes | Brown Franks Teddy           | 2:39         |
| 5.                  | «Lovesick Girls»                      | Teddy Løren Ким Джису Ким Дженни Danny Chung                                                    | 24 R. Tee                    | 3:12         |
| 6.                  | «Crazy Over You»                      | Teddy Boom Chung                                                                                | 24 R. Tee Bounce             | 2:41         |
| 7.                  | «Love to Hate Me»                     | Tushar Apte Rob Grimaldi Chloe George Steph Jones Danny Chung                                   | Apte Grimaldi 24 Vince Teddy | 2:49         |
| 8.                  | «You Never Know»                      | Løren Boom                                                                                      | 24                           | 3:49         |
| Общая длительность: | Общая длительность:                   | Общая длительность:                                                                             | Общая длительность:          | 24:26        |

## Чарты
| Чарт (2020)                           | Высшая позиция |
| ------------------------------------- | -------------- |
| Австралия (ARIA)                      | 2              |
| Австрия (Ö3 Austria)                  | 9              |
| Бельгия/Фландрия (Ultratop)           | 8              |
| Бельгия/Валлония (Ultratop)           | 16             |
| Канада (Canadian Albums Chart)        | 5              |
| Чехия (ČNS IFPI)                      | 11             |
| Дания (Hitlisten)                     | 19             |
| Нидерланды (Album Top 100)            | 17             |
| Финляндия (Suomen virallinen lista)   | 9              |
| Франция (SNEP)                        | 11             |
| Германия (Offizielle Top 100)         | 7              |
| Ирландия (Irish Albums Chart)         | 6              |
| Италия (FIMI)                         | 17             |
| Япония (Oricon)                       | 24             |
| Литва (AGATA)                         | 3              |
| Новая Зеландия (RMNZ)                 | 1              |
| Норвегия (VG-lista)                   | 10             |
| Шотландия (Scottish Albums Chart)     | 3              |
| Словакия (ČNS IFPI)                   | 10             |
| Республика Корея (Gaon)               | 1              |
| Швеция (Sverigetopplistan)            | 8              |
| Швейцария (Schweizer Hitparade)       | 11             |
| Великобритания (UK Albums Chart)      | 2              |
| США (Billboard 200)                   | 2              |
| США (Top Album Sales, Billboard)      | 1              |
| США (Billboard Top Tastemaker Albums) | 7              |
| США (Billboard World Albums)          | 1              |

## Сертификации и продажи
| Регион                  | Сертификация | Продажи   |
| ----------------------- | ------------ | --------- |
| Китай                   | —            | 1,274,277 |
| Япония                  | —            | 32,483    |
| Республика Корея (KMCA) | Миллионный   | 1,246,535 |
| США                     | —            | 230,000   |